# Andrija Vučemil
Andrija Vučemil (Oplećani kraj Tomislavgrada, 26. kolovoza 1939. - Rijeka, 4. siječnja 2020.) bio je hrvatski književnik iz BiH.
Školovao se u obližnjem Tomislavgradu, Bolu na Braču, Imotskom, Zagrebu, Ljubljani i Rijeci. Kao pripadnik Hrvatske revolucionarne mladeži, organizacije koja je nastala na gimnaziji u Imotskom, sa skupinom prijatelja 1959. osuđen na višegodišnju robiju koju je izdržao na Golom otoku.
Književnošću se bavi od 1960-ih. Prvu zbirku je objavio 1969.
Do 1990. nije bio nazočnim u javnom književnom životu.
Godine 1996. glavni urednik časopisa Politički zatvorenik.
Dopredsjednik je HDPZ-a i prvi predsjednik njegove podružnice iz Rijeke.
Pokrenuo je časopis za književnost Književnu Rijeku.
Od 7. listopada 2005. članom je uredništva Osvita, časopisa za za književnost, kulturu i društvovne teme Društva hrvatskih književnika Herceg-Bosne.
Neke pjesme mu je na njemački preveo Jozo Mršić.
Preminuo je iznenada 4. siječnja 2020. godine.

## Djela
(izbor)
- Na smrt naslonjen, 1969.
- Duvanjska rapsodija i nekoliko susreta na duvanjskom polju,  1990.
- Kad kažem riječ govorim o ljubavi, 1992.
- Riči s ruba vrimena, 1999.
- Što su mi rekli, 2000.
- Glas (na)glas za glas, 2001.
- Knjiga puna nade : u ovim riječima ćeš se prepoznati , 2002.
- Knjiga pune nade, 2002.
- Tri poeme : himne mojoj zemlji, 2003.
- Kvarnerski krug, 2003.
- Za jedan sunčev trenutak : sabrane pjesme, 2004.
- Fuga vukovariana, 2006.
- Iza Učke, 2006.
- Bio jednom jedan otok … Goli otok,  2007.
- Fuga Vukovariana, 2011. (zajedno s Nevenom Žunićem)[3]

Neka djela su mu doživila i prijevode na druge jezike.
Pored književnih, objavio je i knjige razgovora s različitim značajnicima, kulturnim djelatnicima i umjetnicima «Što su mi rekli?». 

## Nagrade
- Nagrada Saveza studenata za poeziju[4]
- nagrada Dubravko Horvatić za pjesnički ciklus Otok i more, 2008.
- nagrada "Antun Branko Šimić" za zbirku Glas (na)glas za glas, 2002.